# Double Spring
Double Spring é uma região censitária situada no condado de Douglas, no estado norte-americano do Nevada. Segundo o censo de 2010, a região tinha 158 habitantes.

## Geografia
Double Spring fica localizada a 26 quilómetros de Minden no lado oeste da  U.S. Route 395. De acordo com o  United States Census Bureau, a região censitária tinha 22.7 km2, todos de terra.